# Thylacosceles radians
Thylacosceles radians is een vlinder uit de familie Stathmopodidae. De wetenschappelijke naam van de soort is voor het eerst geldig gepubliceerd in 1918 door Philpott.